# Mangrovegém
A mangrovegém (Butorides striata) a madarak (Aves) osztályának gödényalakúak (Pelecaniformes) rendjébe, ezen belül a gémfélék (Ardeidae) családjába és a gémformák (Ardeinae) alcsaládjába tartozó faj.

## Előfordulása
Ázsia, Afrika, Ausztrália, Mexikó, Közép-Amerika és Dél-Amerika területén honos.

## Alfajai
- Butorides striata striata
- Butorides striata actophila
- Butorides striata albolimbata
- Butorides striata amurensis
- Butorides striata atricapilla
- Butorides striata brevipes
- Butorides striata carcinophila
- Butorides striata chloriceps
- Butorides striata cinerea
- Butorides striata crawfordi
- Butorides striata degens
- Butorides striata idenburgi
- Butorides striata javanica
- Butorides striata littleri
- Butorides striata macrorhyncha
- Butorides striata moluccarum
- Butorides striata papuensis
- Butorides striata patruelis
- Butorides striata rhizophorae
- Butorides striata rogersi
- Butorides striata rutenbergi
- Butorides striata solomonensis
- Butorides striata spodiogaster
- Butorides striata stagnatilis
- Butorides striata steini

## Megjelenése
Testhossza 20-40 centiméter közötti.
|  |

## Életmódja
Tápláléka halakból, békákból és más vízi állatokból áll.

## Szaporodása

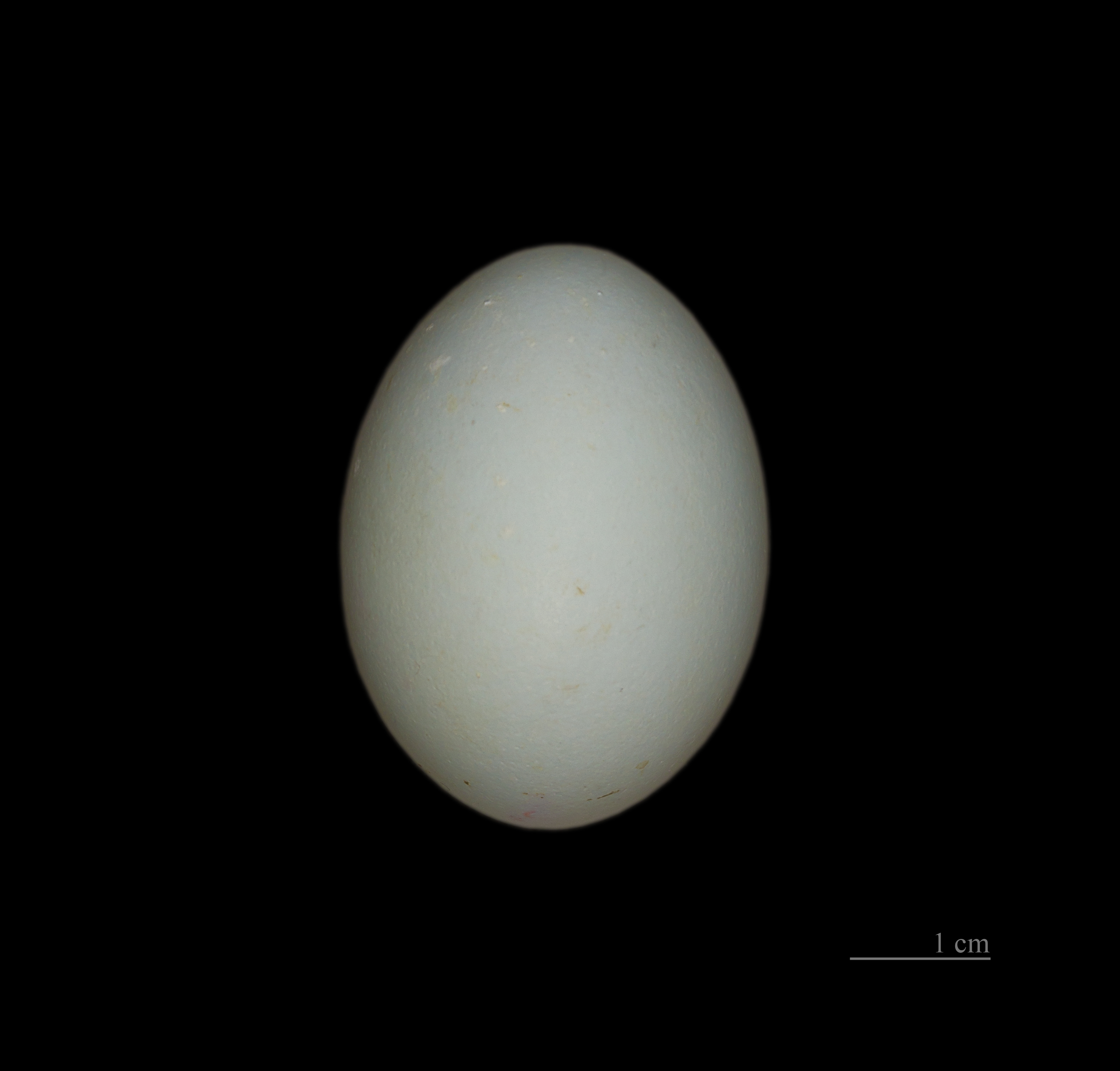
Butorides striatus

Fészekalja 2-5 tojásból áll.